# Пучковский, Тарас Николаевич
Тарас Николаевич Пучковский (укр. Тарас Миколайович Пучковський; род. 23 августа 1994, Нововолынск, Волынская область) — украинский футболист,нападающий клуба «Агробизнес» (Волочиск).

## Карьера
Воспитанник клубной системы подготовки, окончив Академию футбола «Карпат» (первый тренер — Ярослав Дмитрасевич). В Украинской Премьер-лиге дебютировал 14 сентября 2012 года в матче против киевского «Динамо».